# The Unknown Unreleased Tracks 1985-95
The Unknown (Unreleased Tracks 1985-95) è una compilation del gruppo musicale thrash metal svizzero Coroner pubblicato nel 1996.

## Tracce
CD 1
1. "Oriental Vortex" –
2. "Der Mussolini" –
3. "Octopus" –
4. "Old Man Bickford" –
5. "S.W.A.T." –
6. "Theme For Silence (Original Version)" –
7. "Grin (No Religion Remix - Instrumental)" –
8. "Twenty Eight" –
9. "Time Vortex/Back To '88" –
10. "Spectators Of Sin" –
11. "The Invincible" –
12. "Host (Instrumental)" –

CD 2
1. "Benways World (Original Version)*"
2. "Golden Cashmere Sleeper (Part One)*"
3. "Divine Step (Conspectu Mortis)*"
4. "Status: Still Thinking *"
5. "Metamorphosis *
6. "Internal Conficts *"
7. "Grin (Nails Hurt)*"

- Le tracce (*) sono state registrate dal vivo il 23 settembre 1995 all'Atelier Stern Brut (Zurigo) durante il Farewell Tour 1995

## Formazione
- Ron Broder - voce e basso
- Tommy Vetterli - chitarra
- Marky Edelmann - batteria